# Lili Marleen (film)
Lili Marleen – niemiecki dramat wojenny z 1981 roku w reżyserii Rainera Wernera Fassbindera.

## Obsada
- Hanna Schygulla jako Willie
- Giancarlo Giannini jako Robert Mendelsson
- Mel Ferrer jako David Mendelssohn
- Karl-Heinz von Hassel jako Henkel
- Erik Schumann jako von Strehlow
- Hark Bohm jako Taschner
- Gottfried John jako Aaron
- Willy Harlander jako Theo Prosel
- Karin Baal jako Anna Lederer
- Christine Kaufmann jako Miriam
- Udo Kier jako Drewitz
- Roger Fritz jako Kauffmann
- Adrian Hoven jako Ginsberg
- Barbara Valentin jako Eva
- Helen Vita jako Grete
- Elisabeth Volkmann jako Marika
- Lilo Pempeit jako Tamara
- Brigitte Mira jako sąsiadka
- Rudolf Lenz jako doktor Glaubrecht
- Irm Hermann jako pielęgniarka